# Княжество Гаро
Княжество Гаро, также известное как Боша —  княжество, находившееся в регионе Гибэ, Эфиопия. Существовало с XVI по XIX века.
Гаро имело определённые границы на севере с княжеством Джанджеро, на востоке с рекой Омо, а на юге с рекой Годжэб, которая отделяла Гаро от княжества Каффа. Не имея чёткой границы на западе, подданные княжества построили ряд траншей и ворот, чтобы защитить себя от посягательств оромо из княжества Джимма.

## История
Вернер Ланге обсуждает возможность того, что Гаро было частью Эннареи, во многом так же, как Эннарея была частью Дамота. Во время правления Эшака I Гаро отделилось от Эннареи и стало данником Эфиопии. В XVI веке император Сэрцэ-Дынгыль убедил короля Гаро официально принять христианство. К XVII веку Эфиопия потеряла все контакты с Гаро, и его история «в значительной степени пуста» на протяжении большей части этого века, хотя под растущим давлением других оромо, мигрировавших в регион Гибэ, вынудили Гаро продолжать постепенное сокращение до тех пор, пока в конце века не осталось лишь относительно небольшой территории, изолированной в высокогорных лесах Май Гуд.
Гаро просуществовало как независимое государство до правления Аббы Гомола из Джиммы, который завоевал его последнюю изолированную часть. В то время, когда император Хайле Селассие аннексировал Джимму. Последний правитель Гаро жил в состоянии «полуизгнания» в Джире.